# Iwan Dworny
Iwan Wasiljewicz Dworny (ros. Иван Васильевич Дворный; ur. 1 stycznia 1952 w Jasnej Polanie, zm. 21 września 2015 w Omsku) – rosyjski koszykarz, grający w barwach ZSRR, złoty medalista letnich igrzysk olimpijskich  w Monachium.